# Жуан Маріу
Жуан Маріу Навал Кошта Едуарду (порт. João Mário Naval Costa Eduardo, нар. 19 січня 1993, Порту, Португалія) — португальський футболіст, центральний півзахисник клубу «Бенфіка» та національної збірної Португалії. На умовах оренди грає за «Бешикташ».

## Клубна кар'єра
Розпочинав займатися футболом у футбольній школі клубу «Порту» з рідного міста. 2004 року перейшов до академії столичного «Спортінга». У дорослому футболі дебютував 2012 року виступами за команду дублерів лісабонського клубу.
2013 року дебютував в матчах за головну команду «Спортінга». Першу половину 2014 року здобував ігровий досвід, граючи на умовах оренди за «Віторію» (Сетубал). Влітку 2014 року повернувся з оренди до «Спортінга», де швидко отримав постійне місце у складі основної команди клубу. У 2015 році Маріу завоював Кубок Португалії разом з клубом.

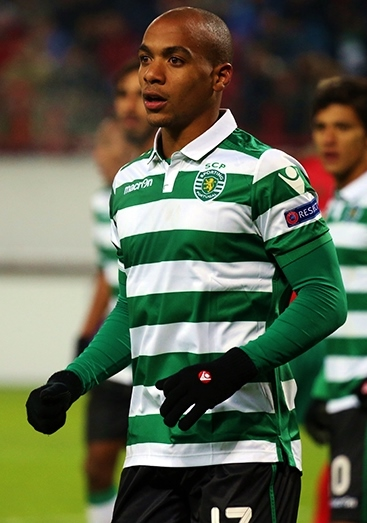
Жуан Маріу під час виступів за «Спортінг». 2015 рік.

Влітку 2016 року після успішного виступу на Євро-2016 Жуан перейшов у італійський «Інтернаціонале». Сума трансферу склала 40 млн. євро. У матчі проти «Пескари» він дебютував у італійській Серії A. 16 жовтня в поєдинку проти «Кальярі» Маріу забив свій перший гол за «Інтер».
Взимку 2018 року англійський «Вест Гем Юнайтед» оголосив про перехід Маріу на правах оренди з подальшим правом викупу. 30 січня в матчі проти «Крістал Пелес» він дебютував у англійській Прем'єр-лізі. 31 березня в поєдинку проти «Саутгемптона» Жуан забив свій перший гол за «молотобійців». Загалом за півроку в Англії забив 2 голи у 14 матчах різних турнірів, після чого повернувся до «Інтера».
Після повернення до Італії регулярно отримував ігровий час, провівши в сезоні 2018/19 20 матчів у Серії A. 27 серпня 2019 року на умовах оренди з правом викупу перейшов до московського «Локомотива». Протягом сезону взяв участь у 21 грі «залізничників» в усіх турнірах, проте своїм правом викупу контракту гравця московський клуб не скористався, і португалець повернувся до «Інтера».
6 жовтня 2020 року гравець повернувся до рідного «Спортінга», також на правах оренди.
12 липня 2021 року контракт гравця з «Інтером» було завчасно розірвано за обопільною згодою, а вже наступного дня Жуан Маріу підписав п'ятирічну угоду з «Бенфікою».
30 листопада 2023 року в матчі групового етапу Ліга чемпіонів проти «Інтернаціонале» оформив свій перший в кар'єрі хет-триком.

## Виступи за збірні
2007 року дебютував у складі юнацької збірної Португалії, взяв участь у 55 іграх на юнацькому рівні, відзначившись 10 забитими голами.
Протягом 2012–2015 років залучався до складу молодіжної збірної Португалії. На молодіжному рівні зіграв у 29 офіційних матчах, забив 3 голи. Був учасником молодіжного чемпіонату Європи 2015 року, де на груповій стадії приніс перемогу у першій грі проти збірної Англії, забивши єдиний гол зустрічі. Згодом став співавтором розгромної перемоги над німецькими однолітками, яких у півфіналі змагання португальці здолали з рахунком 5:0. Відіграв також усі 120 хвилин фінального матчу проти збірної Швеції, після чого реалізував свій пенальті у післяматчевій серії, що, втім, не допомогло португальській «молодіжці», яка за пенальті програла скандинавам і посіла друге місце на континентальній першості.
11 жовтня 2014 року в товариському матчі проти збірної Франції Жуан Маріу дебютував за збірну Португалії, замінивши у другому таймі Кріштіану Роналду.
У травні 2016 року був включений до заявки збірної для участі у фінальній частині тогорічного чемпіонату Європи у Франції, на якому зіграв у всчіх семи матчах іграх, в тому числі у фінальній проти Франції, і став чемпіоном Європи. 10 листопада 2017 року в поєдинку проти збірної Саудівської Аравії Маріу забив свій перший гол за національну команду.
У 2018 році Маріу був серед основних гравців збірної на чемпіонаті світу 2018 року у Росії.
| Дата       | Місто              | Господарі         | Результат               | Гості             | Турнір                               | Голи | Примітки |
| ---------- | ------------------ | ----------------- | ----------------------- | ----------------- | ------------------------------------ | ---- | -------- |
| 11-10-2014 | Сен-Дені           | Франція           | 2 – 1                   | Португалія        | товариський матч                     | -    | 76'      |
| 14-10-2014 | Копенгаген         | Данія             | 0 – 1                   | Португалія        | Відбір до ЧЄ 2016                    | -    | 68'      |
| 31-3-2015  | Ештуріл            | Португалія        | 0 – 2                   | Кабо-Верде        | товариський матч                     | -    | 46'      |
| 4-9-2015   | Лісабон            | Португалія        | 0 – 1                   | Франція           | товариський матч                     | -    | 79'      |
| 14-11-2015 | Краснодар          | Росія             | 1 – 0                   | Португалія        | товариський матч                     | -    | 90+1'    |
| 17-11-2015 | Люксембург         | Люксембург        | 0 – 2                   | Португалія        | товариський матч                     | -    | 69'      |
| 25-3-2016  | Лейрія             | Португалія        | 0 – 1                   | Болгарія          | товариський матч                     | -    | 75'      |
| 29-3-2016  | Лейрія             | Португалія        | 2 – 1                   | Бельгія           | товариський матч                     | -    | 46'      |
| 29-5-2016  | Порту              | Португалія        | 3 – 0                   | Норвегія          | товариський матч                     | -    | 72'      |
| 2-6-2016   | Лондон             | Англія            | 1 – 0                   | Португалія        | товариський матч                     | -    | 46'      |
| 8-6-2016   | Лісабон            | Португалія        | 7 – 0                   | Естонія           | товариський матч                     | -    | 59'      |
| 14-6-2016  | Сент-Етьєн         | Португалія        | 1 – 1                   | Ісландія          | ЧЄ 2016 - 1-й етап                   | -    | 76'      |
| 18-6-2016  | Париж              | Португалія        | 0 – 0                   | Австрія           | ЧЄ 2016 - 1-й етап                   | -    | 71'      |
| 22-6-2016  | Ліон               | Угорщина          | 3 – 3                   | Португалія        | ЧЄ 2016 - 1-й етап                   | -    |          |
| 25-6-2016  | Ленс               | Хорватія          | 0 – 1 д.ч.              | Португалія        | ЧЄ 2016 - 1/8 фіналу                 | -    | 87'      |
| 30-6-2016  | Марсель            | Польща            | 1 – 1 д.ч. (3 - 5 п.п.) | Португалія        | ЧЄ 2016 - чвертьфінал                | -    | 80'      |
| 6-7-2016   | Ліон               | Португалія        | 2 – 0                   | Уельс             | ЧЄ 2016 - півфінал                   | -    |          |
| 10-7-2016  | Сен-Дені           | Португалія        | 1 – 0 д.ч.              | Франція           | ЧЄ 2016 - Фінал                      | -    | 62'      |
| 1-9-2016   | Порту              | Португалія        | 5 – 0                   | Гібралтар         | товариський матч                     | -    | 63'      |
| 6-9-2016   | Базель             | Швейцарія         | 2 – 0                   | Португалія        | Відбір до ЧС 2018                    | -    | 46'      |
| 7-10-2016  | Авейру             | Португалія        | 6 – 0                   | Андорра           | Відбір до ЧС 2018                    | -    | 66'      |
| 10-10-2016 | Торсгавн           | Фарерські острови | 0 – 6                   | Португалія        | Відбір до ЧС 2018                    | -    | 81'      |
| 13-11-2016 | Фару               | Португалія        | 4 – 1                   | Латвія            | Відбір до ЧС 2018                    | -    | 72'      |
| 25-3-2017  | Лісабон            | Португалія        | 3 – 0                   | Угорщина          | Відбір до ЧС 2018                    | -    | 83'      |
| 3-6-2017   | Ештуріл            | Португалія        | 4 – 0                   | Кіпр              | товариський матч                     | -    | 46'      |
| 31-8-2017  | Порту              | Португалія        | 5 – 1                   | Фарерські острови | Відбір до ЧС 2018                    | -    | 59'      |
| 3-9-2017   | Будапешт           | Угорщина          | 0 – 1                   | Португалія        | Відбір до ЧС 2018                    | -    |          |
| 7-10-2017  | Андорра-ла-Велья   | Андорра           | 0 – 2                   | Португалія        | Відбір до ЧС 2018                    | -    |          |
| 10-10-2017 | Лісабон            | Португалія        | 2 – 0                   | Швейцарія         | Відбір до ЧС 2018                    | -    | 90'      |
| 10-11-2017 | Візеу              | Португалія        | 3 – 0                   | Саудівська Аравія | товариський матч                     | 1    |          |
| 14-11-2017 | Лейрія             | Португалія        | 1 – 1                   | США               | товариський матч                     | -    | 46'      |
| 23-3-2018  | Цюрих              | Португалія        | 2 – 1                   | Єгипет            | товариський матч                     | -    | 61'      |
| 26-3-2018  | Женева             | Португалія        | 0 – 3                   | Нідерланди        | товариський матч                     | -    | 68'      |
| 28-5-2018  | Брага (Португалія) | Португалія        | 2 – 2                   | Туніс             | товариський матч                     | 1    | 80'      |
| 2-6-2018   | Брюссель           | Бельгія           | 0 – 0                   | Португалія        | товариський матч                     | -    | 72'      |
| 7-6-2018   | Лісабон            | Португалія        | 3 – 0                   | Алжир             | товариський матч                     | -    | 75'      |
| 15-6-2018  | Сочі               | Португалія        | 3 – 3                   | Іспанія           | ЧС 2018 - 1-й етап                   | -    | 68'      |
| 20-6-2018  | Москва             | Португалія        | 1 – 0                   | Марокко           | ЧС 2018 - 1-й етап                   | -    | 70'      |
| 25-6-2018  | Саранськ           | Іран              | 1 – 1                   | Португалія        | ЧС 2018 - 1-й етап                   | -    | 84'      |
| 30-6-2018  | Сочі               | Уругвай           | 2 – 1                   | Португалія        | ЧС 2018 - 1/8 фіналу                 | -    | 85'      |
| 17-11-2018 | Мілан              | Італія            | 0 – 0                   | Португалія        | Ліга націй УЄФА 2018-2019 - 1-й етап | -    | 68'      |
| 20-11-2018 | Гімарайнш          | Португалія        | 1 – 1                   | Польща            | Ліга націй УЄФА 2018-2019 - 1-й етап | -    | 61' 90'  |
| 22-3-2019  | Лісабон            | Португалія        | 0 – 0                   | Україна           | Відбір до ЧЄ 2020                    | -    | 87'      |
| 11-10-2019 | Лісабон            | Португалія        | 3 – 0                   | Люксембург        | Відбір до ЧЄ 2020                    | -    | 88'      |
| 14-10-2019 | Київ               | Україна           | 2 – 1                   | Португалія        | Відбір до ЧЄ 2020                    | -    | 68'      |
| Усього     |                    | Матчів            | 45                      |                   | Голів                                | 2    |          |

## Титули і досягнення
- Володар Кубка Португалії: 2014-15
- Володар Суперкубка Португалії: 2015, 2023
- Володар Кубка португальської ліги: 2020-21
- Чемпіон Португалії: 2020-21, 2022-23

Збірна Португалії
- Чемпіон Європи: 2016

## Особисте життя
Старший брат, Вілсон Едуарду, також професійний футболіст, вихованець «Спортінга».